# Anna Azari
Anna Azari (hebr. אנה אזרי; ur. 27 sierpnia 1959 w Wilnie) – izraelska dyplomatka, od września 2014 do sierpnia 2019 ambasador Izraela w Polsce. Od 2021 roku ambasador Izraela w Czechach.

## Życiorys
W 1972 wyemigrowała z rodzicami z Litewskiej Socjalistycznej Republiki Radzieckiej do Izraela. Ukończyła studia na Uniwersytecie w Hajfie oraz na Uniwersytecie Hebrajskim w Jerozolimie. W 1983 została zatrudniona w Ministerstwie Spraw Zagranicznych. W latach 1989–1992 była konsul generalną w San Francisco, a następnie w latach 1995–1997 pracowała w ambasadzie izraelskiej w Moskwie jako zastępczyni szefa misji. Po powrocie wicedyrektorka Departamentu Wspólnoty Niepodległych Państw. W latach 1999–2003 była ambasadorem Izraela na Ukrainie i w Mołdawii, w latach 2006–2010 była ambasadorem Izraela w Rosji. Od 2011 do 2014 zastępczyni Dyrektora Generalnego ds. Eurazji. Od września 2014 do sierpnia 2019 pełniła funkcję Ambasadora Nadzwyczajnego i Pełnomocnego Izraela w Polsce.
Zna język hebrajski, angielski, rosyjski, ukraiński i polski. Jest zamężna z rabinem Me’irem Azarim, mają dwoje dzieci.